# 多佛陨石坑
多佛陨石坑（Dove）是位于月球正面南半部的一座大撞击坑，其名称取自十九世纪普鲁士物理学家暨气象学家家海因里希·威廉·多弗（Heinrich Wilhelm Dove，1803年-1879年），1935年被国际天文学联合会批准接受。

## 描述

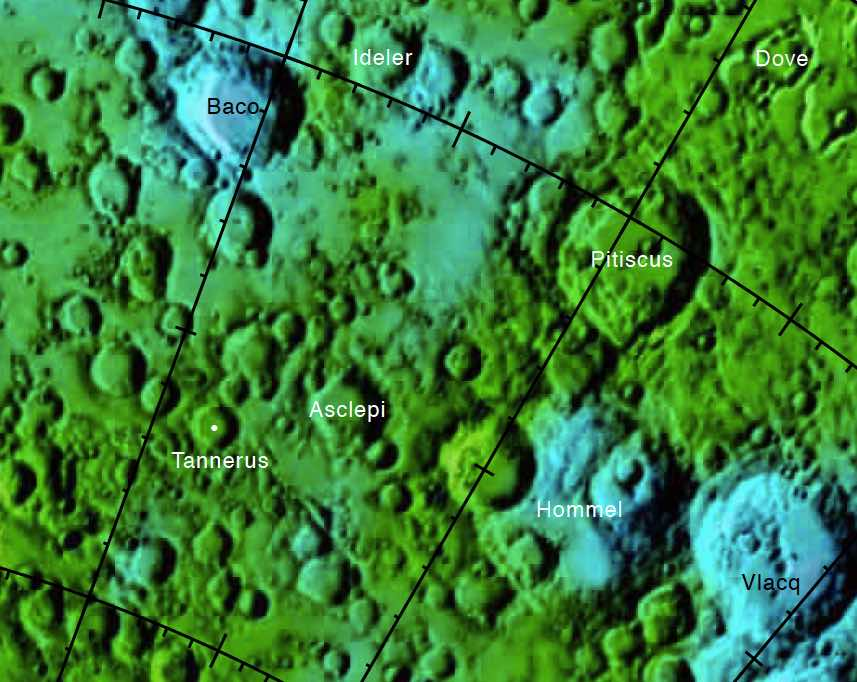
多佛陨石坑的周边，月球南极详细图。

该陨坑西侧靠近斯帕兰扎尼陨石坑、西北毗邻尼科莱陨石坑、洛克伊尔陨石坑和让桑环形山位于它的东面、南面坐落着皮蒂斯楚斯环形山、西南则是伊德勒陨石坑。该陨坑中心月面坐标为46°50′S 31°25′E / 46.83°S 31.42°E，直径30.4公里，深度1.74公里。
多佛陨石坑是一座已严重磨损和侵蚀的撞击坑，环坑壁覆盖了多座小陨坑，尤其是卫星坑多佛 C打破了它的西南壁，一处裂口将二者的坑底连成一体；南侧壁上重叠着一群密集的小撞击坑；沿北侧壁也分布有数座小陨坑。多佛陨石坑的坑壁高出周边地形920米，内部容积约615立方千米。坑底表面相对平坦，表面散布有一些细小的月坑，靠东侧内壁延伸着一道嶙峋的山脊。

## 卫星陨石坑
按惯例，最靠近多佛陨石坑的卫星坑将在月图上以字母标注在它的中心点旁边。

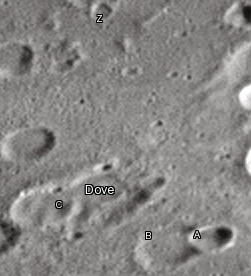
戴维·坎贝尔图片

| 多佛 | 纬度    | 经度    | 直径    |
| ---- | ------- | ------- | ------- |
| A    | 46.9° S | 33.5° E | 13 公里 |
| B    | 47.1° S | 33.1° E | 19 公里 |
| C    | 47.0° S | 30.8° E | 19 公里 |
| Z    | 44.5° S | 29.2° E | 8 公里  |

## 另请参阅
- Andersson, L. E.; Whitaker, E. A. . NASA RP-1097. 1982.
- Blue, Jennifer. . USGS. July 25, 2007  [2007-08-05]. （原始内容存档于2018-12-25）.
- Bussey, B.; Spudis, P. . New York: Cambridge University Press. 2004. ISBN 978-0-521-81528-4.
- Cocks, Elijah E.; Cocks, Josiah C. . Tudor Publishers. 1995. ISBN 978-0-936389-27-1.
- McDowell, Jonathan. . Jonathan's Space Report. July 15, 2007  [2007-10-24]. （原始内容存档于2018-12-25）.
- Menzel, D. H.; Minnaert, M.; Levin, B.; Dollfus, A.; Bell, B. . Space Science Reviews. 1971, 12 (2): 136–186. Bibcode:1971SSRv...12..136M. doi:10.1007/BF00171763.
- Moore, Patrick. . Sterling Publishing Co. 2001. ISBN 978-0-304-35469-6.
- Price, Fred W. . Cambridge University Press. 1988. ISBN 978-0-521-33500-3.
- Rükl, Antonín. . Kalmbach Books. 1990. ISBN 978-0-913135-17-4.
- Webb, Rev. T. W.  6th revised. Dover. 1962. ISBN 978-0-486-20917-3.
- Whitaker, Ewen A. . Cambridge University Press. 1999. ISBN 978-0-521-62248-6.
- Wlasuk, Peter T. . Springer. 2000. ISBN 978-1-85233-193-1.